# 山口健
山口 健（やまぐち けん、1956年3月24日 - 2011年10月24日）は、日本の声優、俳優である。OYSプロデュース代表。長男は声優・俳優の山口キヨヒロ。

## 生涯
専門学校東京アナウンス学院放送声優科を卒業。その後ぐるーぷえいとに所属し、塩沢兼人、滝沢久美子、稲葉実、山田礼子らと共に舞台で活躍する。以前は青二プロダクションやアーツビジョン、ToRi2オフィス、ぷろだくしょんバオバブに所属していた。
「OYS PLANNING」という音声製作事務所を主宰し、その代表を務めて新人声優の育成にも当たっていた。2007年、OYSプロデュースを設立し、ぷろだくしょんバオバブから独立した。
2011年10月24日に急性心不全のため急逝。55歳没。息子のキヨヒロによると、同日の朝に病院へ搬送されたが、心肺停止状態のまま回復せず死去した。『それいけ!アンパンマン』の放送初期からアリンコキッド役を演じていたが、亡くなってから2か月後の12月9日に放送された「ポッポちゃんとアリンコキッド」が自身の遺作となった。

## 人物
わりと豪気な声の持ち主であり、不良系から高笑い系のキャラクターが多い。特に1980年代から1990年代のジャンプアニメへの出演が多い。また、デビュー当時から吹き替えの出演も多い。
趣味・特技はスキューバダイビング、パソコン。資格は小型4級船舶、ダイビングライセンスCカード。
息子のキヨヒロは健が声優として活動していたことを意識したのは健が演じていた『戦え!超ロボット生命体トランスフォーマー2010』のブラー役の早口を聞いていた時だったという。
家族に弟がいる。キヨヒロ以外の子供にもう一人の息子がいた。

## 後任
山口の没後、持ち役を引き継いだ人物は以下の通り。
| 後任         | 役名                         | 作品                                     | 後任の初出演                                                        |
| ------------ | ---------------------------- | ---------------------------------------- | ------------------------------------------------------------------- |
| 桐本拓哉     | ホルヘ・"ポンチョ"・ラミレス | 『プレデター』フジテレビ版               | 完声版追加録音部分                                                  |
| 桐本拓哉     | ラーズベリ                   | 『ドラゴンボールZ』                      | 『ドラゴンボール ゼノバース』                                       |
| 増谷康紀     | 四星龍                       | 『ドラゴンボールGT』                     | 『ドラゴンボール ゼノバース』                                       |
| 増谷康紀     | エビフリャー                 | 『ドラゴンボールZ この世で一番強いヤツ』 | 『ドラゴンボールヒーローズ』                                        |
| 増谷康紀     | 小山貯蔵                     | 『ちびまる子ちゃん』                     | 2021年10月31日放送回                                                |
| 石川英郎     | 富樫源次                     | 『魁!!男塾』                             | 『魁!!男塾 〜日本よ、これが男である!〜』                            |
| 山口キヨヒロ | アリンコキッド               | 『それいけ!アンパンマン』                | 『それいけ！アンパンマン ハッピーおたんじょうびシリーズ 3月生まれ』 |
| 山口キヨヒロ | 細川                         | 『金色のガッシュベル!!』                 | 『金色のガッシュベル!! 永遠の絆の仲間たち』                         |
| 中村大樹     | ジェリー・ホーン             | 『ツイン・ピークス』                     | 『ツイン・ピークス The Return』                                     |
| 岩崎ひろし   | 弟子(石男)                   | 『拳精』                                 | TV版のBS松竹東急追加収録部分                                        |

## 出演
太字はメインキャラクター。

### テレビアニメ
1977年
- 家なき子（町人）
- 一発貫太くん（キャッチャー）

1978年
- はいからさんが通る（門下生A、友人、兵士、男）

1979年
- ザ☆ウルトラマン（1979年 - 1980年、猟師B、職員B 他）
- はいからさんが通る（ファン）

1981年
- タイガーマスク二世（男子生徒A）
- ハロー!サンディベル

1982年
- 愛の戦士レインボーマン（1982年 - 1983年、山田豪太）
- 機甲艦隊ダイラガーXV（1982年 - 1983年、バーロス・カラテヤ）
- The・かぼちゃワイン（高木）
- 六神合体ゴッドマーズ

1983年
- キャプテン
- まんが日本史（徳川秀忠 他）

1984年
- 超時空騎団サザンクロス（クロムウェル技術少佐）
- ふしぎなコアラブリンキー（ニュース・キャスター、ヒクイ鳥人）

1985年
- 六三四の剣（1985年 - 1986年、八重樫幹夫）
- キャッツ♥アイ（コンピューターの声）

1986年
- がんばれ!キッカーズ
- 聖闘士星矢（1986年 - 1987年、暗黒ドラゴン、炎熱聖闘士、アラクネ）

1987年
- 赤い光弾ジリオン（グルゾ）
- 宇宙船サジタリウス（バーテン、コンピュータ、客B）
- きまぐれオレンジ☆ロード（男達）
- グリム名作劇場（1987年 - 1988年、門番、農夫、はや足男）
- トランスフォーマー ザ☆ヘッドマスターズ（ブラー、クラウドレイカー、スラッグスリンガー 他）
- 北斗の拳2（アイン、ガメレオ、部下）
- マシンロボ クロノスの大逆襲（ファイアーロボ）
- マシンロボ ぶっちぎりバトルハッカーズ（ガッタイザウラー、ヘッダー、ガクランダー）
- ミスター味っ子（1987年 - 1988年、料理人C、村人B）

1988年
- ウルトラB（男）
- 魁!!男塾（富樫源次）
- 超音戦士ボーグマン（アバンガ）
- 闘将!!拉麵男（砲岩）
- トランスフォーマー 超神マスターフォース（ハイドラー、船長）
- 夢見るトッポ・ジージョ（ジョーズ）

1989年
- 青いブリンク（男）
- 悪魔くん（1989年 - 1990年、クエレブレ、セト、ラルヴィ）
- 獣神ライガー（司会の男、サバト）
- それいけ!アンパンマン（1989年 - 2011年、アリンコキッド〈初代〉、バケツくん〈2代目〉）
- レスラー軍団〈銀河編〉 聖戦士ロビンJr.（1989年 - 1990年、ブルー・J）
- 桃太郎伝説 PEACHBOY LEGEND（1989年 - 1990年、戦風鬼、洗濯鬼、奪穀鬼）

1990年
- ジャングルブック・少年モーグリ（オオカミC、ブントの手下）
- ドラゴンボールZ（ラーズベリ）
- からくり剣豪伝ムサシロード（1990年 - 1991年、ベンケイ、ハンゾウ〈2代目〉、ホーゾーイン、ゴエモンド〈2代目〉）
- ふしぎの海のナディア（甲板員）
- RPG伝説ヘポイ（ブタコウモリ）
- 私のあしながおじさん（泥棒）

1991年
- OH!MYコンブ（チャック）
- 絶対無敵ライジンオー（1991年 - 1992年、オセッカイザー）
- 機甲警察メタルジャック（豪田剛）
- 緊急発進セイバーキッズ（1991年 - 1992年、イプシロン）

1992年
- キン肉マン キン肉星王位争奪編（アシュラマン、プリズマン〈初代〉、オメガマン）
- クレヨンしんちゃん（1992年 - 1997年、イカ男、ブラックトロロイモ、レッドヒキガエル、おじさん、エビチャヤモリ 他）
- 元気爆発ガンバルガー（1992年 - 1993年、荒木純、力哉の父、マジョーズン、イカ魔界獣、アナホルン、カブト魔界獣、ナベーダー、マジンシャン、サイアーク）
- 超電動ロボ 鉄人28号FX（1992年 - 1993年、エルビス兄、エドモン）
- 伝説の勇者ダ・ガーン（情報局員）
- ドラゴンクエスト ダイの大冒険（フレイザード）
- 21エモン（オートマ星人C）
- 魔法のプリンセス ミンキーモモ 夢を抱きしめて（1991年 - 1992年、運転手、ハリー、フランケン）
- 見ると強くなる 痛快!横綱アニメ ああ播磨灘（修羅ノ海）
- 横山光輝 三国志（鳳統士元）

1993年
- 剣勇伝説YAIBA（ヘビ男）
- ドラえもん（テレビ朝日版第1期）（ロボット）
- ミラクル☆ガールズ（1993年 - 1994年、影浦進一郎、シャダウラ）

1994年
- とっても!ラッキーマン（芸術星人A）
- ママレード・ボーイ（木島拓路）

1995年
- アニメ世界の童話（兄）
- ちびまる子ちゃん（1995年 - 2011年、小山貯蔵〈初代〉）

1997年
- 金田一少年の事件簿（坂東九三郎）
- 逮捕しちゃうぞ（怪盗704号）
- ドラゴンボールGT（四星龍）
- 夢のクレヨン王国（1997年 - 1998年、死神 / 大僧正 / 黒スカンク / リスザルの山男 / 黒ひょう / シェフ）

1998年
- バブルガムクライシス TOKYO 2040（1998年 - 1999年、ニック、ナイジェル）
- ひみつのアッコちゃん（第3作）（1998年 - 1999年、アッコの父、骸骨仮面）
- Bビーダマン爆外伝（せんいんボン）

1999年
- おジャ魔女どれみ（長谷川の父）
- 神風怪盗ジャンヌ（浩美の父、全の父）

2003年
- 犬夜叉（父）
- カレイドスター（ミスターリン）
- キノの旅 -the Beautiful World-（男B）
- 金色のガッシュベル!!（2003年 - 2006年、細川、担任の先生〈中田秀寿〉）
- ソニックX（2003年 - 2004年、デコー、ネルソン）
- LAST EXILE（ウォーカー、グレイハウンド、ウルバヌス新任艦長、見張り塔員B、助手1、航海長）

2004年
- サムライチャンプルー（鈴吉）
- 遙かなる時空の中で-八葉抄-
- 忘却の旋律（チャイルドどらごん）
- MONSTER（岩井）
- ローゼンメイデン（マダム真珠）

2005年
- 奥さまは魔法少女（塩谷幸一）
- ぺとぺとさん（黒服B、キジムンの親分、サラリーマンC、兄貴分、医者）

2006年
- ケロロ軍曹（メロス星人）
- デジモンセイバーズ（メタルファントモン）
- BLACK LAGOON（イブラハ）
- LEMON ANGEL PROJECT（ダニー山口）

2008年
- キャシャーン Sins（ロボット）

2009年
- 蒼天航路（袁術軍将軍）

### 劇場アニメ
1980年
- サイボーグ009 超銀河伝説

1981年
- ゆき

1986年
- キャプテン翼 世界大決戦!! Jr．ワールドカップ（ゴンザレス）
- プロジェクトA子（ステーション大佐、のら犬）

1988年
- 魁!!男塾（富樫源次）
- 闘将!!拉麵男（ホーガン）

1989年
- 聖闘士星矢 最終聖戦の戦士たち（エリゴル）

1990年
- 愛と剣のキャメロット まんが家マリナ タイムスリップ事件（秘書B）
- ドラゴンボールZ この世で一番強いヤツ（エビフリャー）

1990年
- ドラゴンクエスト ダイの大冒険 ぶちやぶれ!!新生6大将軍（ベグロム）

1992年
- トトイ（トトリーノ）

1993年
- クレヨンしんちゃん アクション仮面VSハイグレ魔王（監督）

1994年
- Jリーグを100倍楽しく見る方法!!

1995年
- ママレード・ボーイ（木島拓路）

2002年
- デジモンフロンティア 古代デジモン復活!!（ムルムクスモン）

2010年
- それいけ!アンパンマン はしれ!わくわくアンパンマングランプリ（アリンコキッド）

### OVA
1985年
- メガゾーン23（参謀A）
- るんは風の中（野球部員）

1986年
- アウトランダーズ（侍従総長、側近）
- 湘南爆走族（1986年 - 1999年、桜井信二〈初代〉、石川晃〈2代目〉） - 12作品
- 夢次元ハンターファンドラ PART III ファントス編（兵士）

1987年
- 傷追い人（1987年 - 1988年、警官A、警官）
- Good Morningアルテア（ブラウン）
- たいまんぶるうす 清水直人編
- 魔境外伝レディウス（ラコーン）

1988年
- Crying フリーマン（刑事2）
- ドキドキ学園 決戦!!妖奇大魔城（ジュンロック）
- マドンナ 炎のティーチャー（猪又）

1989年
- おがみ松吾郎
- 華星夜曲（男C）
- 破邪大星ダンガイオー（スケルトン、フォーク）
- プロジェクトA子 完結篇（防衛軍副司令）
- 星猫フルハウス
- ヤンキー烈風隊（1989年 - 1996年、白沢儀一）
- ライオンブックス（野球部員B）
- 力王 RIKI-OH 等括地獄

1990年
- 男樹（車田）
- 押忍!!空手部（野口）
- 校内写生
- サーキットの狼II モデナの剣（コルベットの男）
- 白鳥麗子でございます!（高田春男）
- 新カラテ地獄変（プロレスラー、ロッキー）
- ミルキィパッション 道玄坂・愛の城（男B）
- バイオレンスジャック ヘルスウインド編（獄門）
- A-Ko The VS / BLUE SIDE（用心棒B、家臣A）
- 緑山高校 甲子園編（神保一彦）
- ライトニングトラップ レイナ&ライカ（田村）
- 力王 RIKI-OH VIOLENCE2 滅びの子（黒騎士）

1991年
- あげまんと福ちん（大宮）
- いしいひさいちの大政界（小玉一平）
- インフェリウス惑星戦史外伝 CONDITION GREEN（1991年 - 1993年、モーヴィーディック、ダイム〈モーヴィーディック〉）
- サムライダー（沢村 / サムライダー）
- シャコタン☆ブギ（アキラ）
- 帝都物語（賀茂）
- 魔宮戦場 Vol.1 ゴッド・ブラッド（男A）
- ロードス島戦記（ダークエルフ、ダークエルフA）
- スパイダーマン&アメイジング・フレンズ（ビデオ版）（スパイダーマン / ピーター・パーカー）

1992年
- グリーンレジェンド乱（ナレーション）
- 超神伝説うろつき童子（1992年 - 1995年、ミュンヒハウゼン2世） - 7作品
- なにわ遊侠伝（店員）

1993年
- ハローキティの不思議の国のアリス（うさぎ）

1994年
- 真・孔雀王（日光）

1995年
- YAMATO2520（トンベ、シュミット大佐）
- 楽勝!ハイパードール（藤堂警部）

1997年
- 銀河英雄伝説（ヴァーゲンザイル）

1998年
- Space Ofera アッガ・ルター ※音響監督作品

2000年
- ストリートファイターZERO THE ANIMATION（ゴウケン）

### ゲーム
1991年
- 電脳都市OEDO808 獣の属性（ルドルフ・アイヒマン、滝口邦彦、酒場のバーテン）

1996年
- ぷよぷよCD通（アウルベア、まもの）

1997年
- クライムクラッカーズ2（バスク、コンダクター）
- フォトジェニック（沢渡誠信）

1999年
- 探偵 神宮寺三郎 灯火が消えぬ間に（アルフレッド）
- マジカルドロップF・大冒険もラクじゃない!（ストレングス、ハングドマン）

2000年
- infinity（医者）
- 仮面ライダーV3（カメバズーカ）
- 夢のつばさ（マスター、先生）

2001年
- デジモンテイマーズ バトルエボリューション（ゴクモン）

2002年
- すべてがFになる THE PERFECT INSIDER（新藤清二）

2004年
- 金色のガッシュベル!! 激闘!最強の魔物達（細川）

2005年
- 魁!!男塾（富樫源次）
- ふたりはプリキュア Max Heart DANZEN! DSでプリキュア力を合わせて大バトル!!（ハカセ）

2006年
- ファイナルファンタジーXII（ハルム・オンドール4世の側近）

2007年
- ドラゴンボールZ スパーキング!メテオ（四星龍）※PS2、Wii版

2009年
- スーパーロボット大戦NEO（オセッカイザー、大魔王サイアーク）
- Never7 -the end of infinity-（医者）

2014年
- ドラゴンボールヒーローズ（2014年 - 2018年、四星龍〈初代〉） - 3作品

2019年
- スーパードラゴンボールヒーローズ ワールドミッション（四星龍）

### ドラマCD
- アニメCD『X CHARACTER FILE』（柾季）
- 機甲警察メタルジャック HARD PLAY（豪田剛）
- 機甲警察メタルジャック PARTY JACK
- 新撰組異聞 蒼き狼たちの神話 Vol.2 浅葱色の夜明け（原田左之助）
- 集英社カセットコミックシリーズ 魁!!男塾 天挑五輪大武會編（富樫源次）
- 集英社カセットコミックシリーズ 魁!!男塾2 死闘!冥凰島決勝トーナメント（富樫源次）
- 集英社カセットブック ジョジョの奇妙な冒険（ジャン＝ピエール・ポルナレフ）
- 絶対無敵ライジンオー ドラマCDスペシャル 絶対無敵の玉手箱（トウトウココマデヤッチマッタ）（シャテイ、オセッカイザー）
- アニメイトカセットコレクション 超獣機神ダンクーガ（犯人）
- ドラゴンクエスト列伝 ロトの紋章（竜王）

### 吹き替え

#### 映画
- アイ・ラブ・トラブル（リック・メドウィック〈チャールズ・マーティン・スミス〉）
- アゲイン/明日への誓い
- アンタッチャブル（ウィリアムスン 他）※フジテレビ版
- いまを生きる（ジェラルド・ピッツ〈ジェームズ・ウォーターストン〉）※ソフト版
- インディ・ジョーンズ/最後の聖戦（インディ（青年時代）〈リバー・フェニックス〉）※ソフト版
- エクスカリバー（1986年放送）
- F/X 引き裂かれたトリック（1981年放送）
- エメラルド・フォレスト ※テレビ朝日版（1989年放送）
- エンジェル・コマンド ※テレビ東京版
- 危険なめぐり逢い
- 奇跡の着陸
- キャノンボール3 新しき挑戦者たち（ヴァレンチノ〈ブライアン・ジョージ〉）※VHS版
- キャプテン・スーパーマーケット
- 銀河アドベンチャー/SF宝島
- キングコング ※テレビ朝日版（1979年放送）
- グーニーズ ※ソフト版
- グローイング・アップ4/渚でデート（ベンジー〈イフタク・カツール〉）※フジテレビ版（1989年放送）
- K-9/友情に輝く星 ※テレビ朝日版（1993年放送）
- 激走!5000キロ ※テレビ朝日版（1985年放送）
- ゲッタウェイ ※テレビ朝日版（1982年放送）
- 原子力潜水艦浮上せず（1981年放送）
- 拳精（弟子〈ディーン・セキ〉）※フジテレビ版（1982年放送）
- 豪華客船ゴライアス号の奇跡 ※テレビ東京版（1983年放送）
- ゴースト/血のシャワー ※フジテレビ版（1983年放送）
- ゴーストハンターズ ※フジテレビ版
- 五福星（取引人〈タイ・ポー〉）※フジテレビ版
- コマンドー（ビックス警備員〈グレッグ・ウェイン・イーラム〉）※TBS版
- ザ・カンニング IQ=0 ※フジテレビ版（1983年放送）
- ザ・コップ（ギブス〈クリストファー・ウィン〉）※テレビ朝日版（1989年放送）
- サスペリアPART2（リッチ〈ジェラルディン・フーパー〉）※TBS版（1980年放送）
- 三銃士 ※テレビ朝日版（1982年放送）
- ジェイコブス・ラダー（ダグ）※日本テレビ版（BD収録）
- 事件記者ルー・グラント（ジョー・ロシ〈ロバート・ウォルデン〉）（1984年放送）
- シャーキーズ・マシーン ※テレビ朝日版（1987年放送）
- 少林寺2 ※日本テレビ版（1986年放送）
- 処刑教室 ※フジテレビ版（1982年放送）
- 処刑ライダー（ミンティー）※TBS版
- 神拳 ヤング・ボディガード ※テレビ東京版（1984年放送）
- 新ポリス・ストーリー Pom Pom（ユン・ピョウ）
- スターリングラード
- 戦場にかける橋2/クワイ河からの生還（ミラー水兵〈ティモシー・ボトムズ〉）※日本テレビ版（1990年放送）
- ダーティハリー2 ※テレビ朝日版
- タップス
- デルタフォース2 ※VHS版
- 超音速ヒーロー ザ・フラッシュ（マルコス・トラックマン〈チャーリー・ヘイワード〉）※日本テレビ版
- ツイン・ドラゴン（ウィン）※VHS版
- 天山回廊 ザ・シルクロード
- 逃亡者
- トゥルーライズ ※フジテレビ版
- 特攻サンダーボルト作戦 ※フジテレビ版
- トランザム7000 ※フジテレビ版（1982年放送）
- ナイトホークス ※フジテレビ版（1984年放送）
- ニキータ ※日本テレビ版（1992年放送）
- ハートブルー ※VHS版
- バック・トゥ・ザ・フューチャー（スキンヘッド）※フジテレビ版
- バック・トゥ・ザ・フューチャー PART2（財布を盗んだと思う男）※ソフト版
- バックマン家の人々（トッド〈キアヌ・リーブス〉）※VHS版
- 波止場 ※テレビ東京版（2000年放送）
- 針の眼 ※テレビ朝日版（1987年放送）
- ハワード・ザ・ダック/暗黒魔王の陰謀（フィル〈ティム・ロビンス〉）※TBS版
- ビッグ・アメリカン（エディ〈ハーヴェイ・カイテル〉）
- 評決（ケビン〈ジェームズ・ハンディ〉）※TBS版（1985年放送）
- 武道大連合・復讐のドラゴン
- ベン・ハー ※日本テレビ新版（1990年放送）
- フラッシュ・ゴードン ※テレビ朝日版
- プリズン ※テレビ東京版（1989年放送）
- ブルージーン・コップ ※日本テレビ版（1992年放送）
- ブルース・ブラザース ※フジテレビ版（1983年放送）
- プレデター（ポンチョ）※フジテレビ版
- ブロンディー/女銀行強盗
- 暴力教室 ※テレビ東京版（1990年放送）
- 誇り高き男（床屋、バーテン、カウボーイ、見張り、客、手下 他）※フジテレビ版（1982年放送）
- ポセイドン・アドベンチャー ※テレビ東京版（1991年放送）
- 北海ハイジャック（ハリス〈ティム・ベンティング〉）※フジテレビ版（1984年放送）
- ポリスアカデミー4市民パトロール（カイル〈デヴィッド・スペード〉）
- ホワイトハウス狂騒曲
- マッドストーン（イタチ）※フジテレビ版（1982年放送）
- マスターズ/超空の覇者 ※テレビ東京版
- マルホランド・ラン/王者の道（ビリー〈スローン・ロバーツ〉）※日本テレビ版（1984年放送）
- マンハッタン無宿 ※日本テレビ版（1976年放送）
- Mr.Boo!ミスター・ブー（青年）※フジテレビ版（1981年放送）
- Mr.レディMr.マダム2 ※テレビ朝日版（1986年放送）
- ミッシング ※日本テレビ版（1986年放送）
- 奇蹟/ミラクル
- メジャーリーグ ※日本テレビ版（1994年放送）
- メテオ（ピーター・ワトソン〈ジョン・マッキニー〉）※フジテレビ版（1981年放送）
- 燃えよデブゴン9（ダーゴー〈タイ・サイガン〉）
- ラビリンス/魔王の迷宮（火狼）※フジテレビ版（1988年放送）
- 龍拳 ※フジテレビ版（1984年放送）
- 霊幻道士完結篇 最後の霊戦
- レッド・スコルピオン ※日本テレビ版
- ロシア・ハウス
- ロッキー・ホラー・ショー
- ロンゲスト・ヤード ※テレビ朝日版（1982年放送）
- ワイルドキャッツ

#### ドラマ
- 恐竜家族（ディビッド）
- ジェシカおばさんの事件簿（コービィ、ドニー・ハリガン、アル 他）
- シャーロック・ホームズの冒険 第12話「赤髪連盟」
- 探偵レミントン・スティール
- ツイン・ピークス（ジェリー・ホーン〈デヴィッド・パトリック・ケリー〉）
- 特捜刑事マイアミ・バイス
- 特捜班CI-5
- トップモデル諜報員 カバー・アップ
- ラブ・ボート

#### アニメ
- 戦え!超ロボット生命体トランスフォーマー2010（ブラー、ブット[39]）
- トランスフォーマー ザ・ムービー（ブラー[40]、ランブル[40]、アーブラス[40]、シャークトロン1[40]、ガード1[40]）
- パワーパフガールズ（ハロルド・スミス）
- マイティ・オーボッツ（ボート）
- ミュータント・タートルズ（ジンギスカン）※BS2版
- ロボッツ

#### 人形劇
- フラグルロック

### 特撮
- スーパー戦隊シリーズ
  - 光戦隊マスクマン（1987年、カビラドグラーの声）
  - 高速戦隊ターボレンジャー（1989年、エホンボーマの声）
  - 鳥人戦隊ジェットマン（1991年、ソウジキジゲンの声）
- 機動刑事ジバン（1989年、ナマズノイドの声）

### ナレーション
- DAISUKI!（日本テレビ系）

### WEBドラマ
- 時の源（山口タケシ）

### 舞台
- ぐるーぷえいと公演
  - 動員挿話（第一回公演・1974年） - 太田
  - ホテル・ボルティモア（第三回公演・1976年） - ジェミー
  - 手毬の里の物語（第四回公演・1976年） - 大木
  - わが町（第五回公演・1977年） - サイモン・スティムソン
  - にしん場（第六回公演・1977年） - 南部
  - 騎兵たち（第七回公演・1978年） - ラファエル
  - 鼬（いたち）（第八回公演・1978年） - 萬三郎
  - 女たちの招魂祭（第十回公演・1979年） - 若い夫